# San José (Los Santos)
San José es un corregimiento ubicado en el distrito de Las Tablas en la provincia panameña de Los Santos. En el año 2023 tenía una población de 653 habitantes y una densidad poblacional de 10,6 personas por km².

## Geografía física
De acuerdo con los datos del INEC el corregimiento posee un área de 61.6 km².

## Demografía
De acuerdo con el censo del año 2010, el corregimiento tenía una población de unos 593 habitantes. La densidad poblacional era de 9,6 habitantes por km². 